# Дубровницкая карака

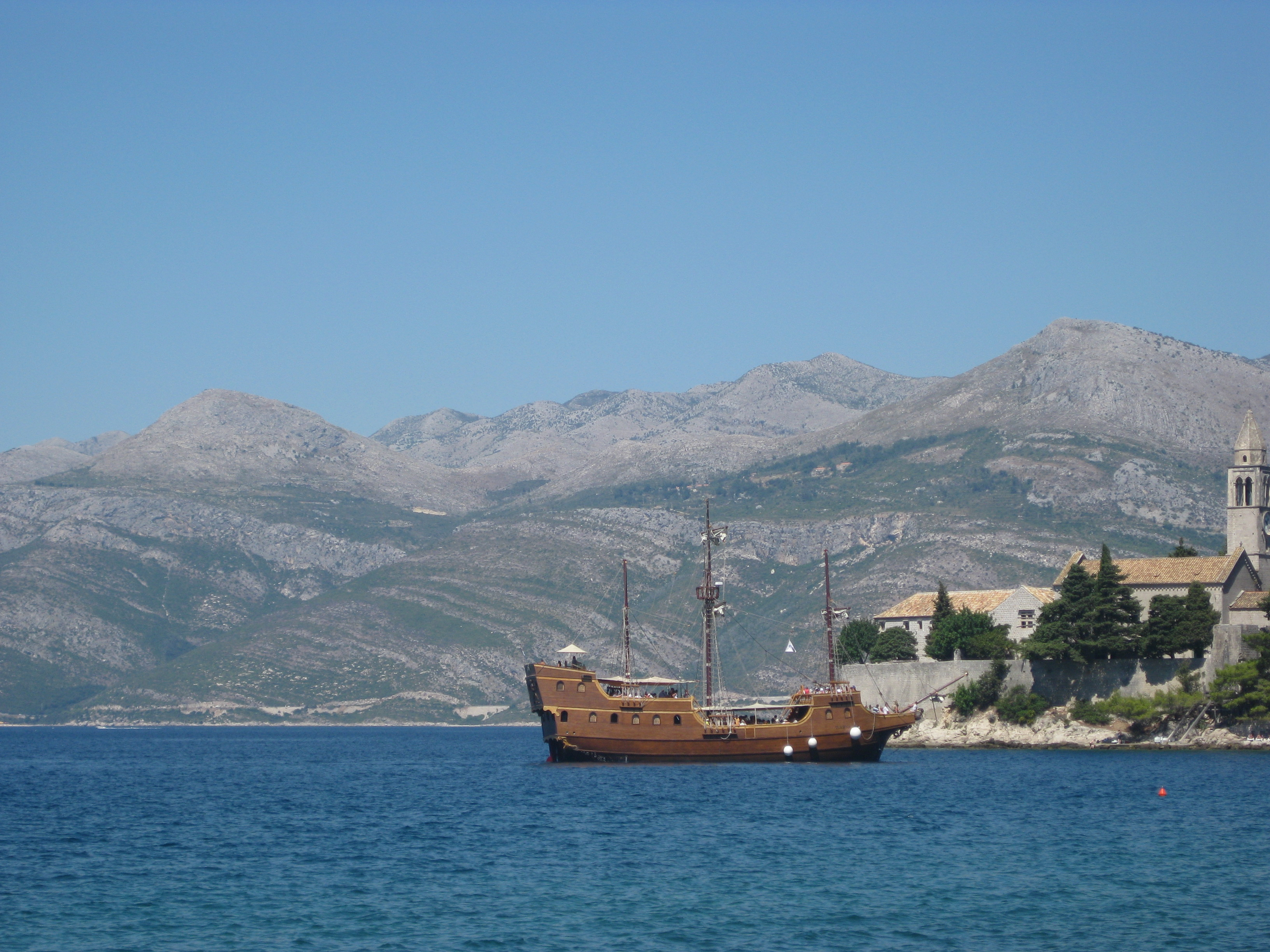
Дубровницкая карака

Дубровницкая карака — большое парусное судно, известное в Дубровницкой республике с XV века. Один из крупнейших кораблей того времени.

## Описание

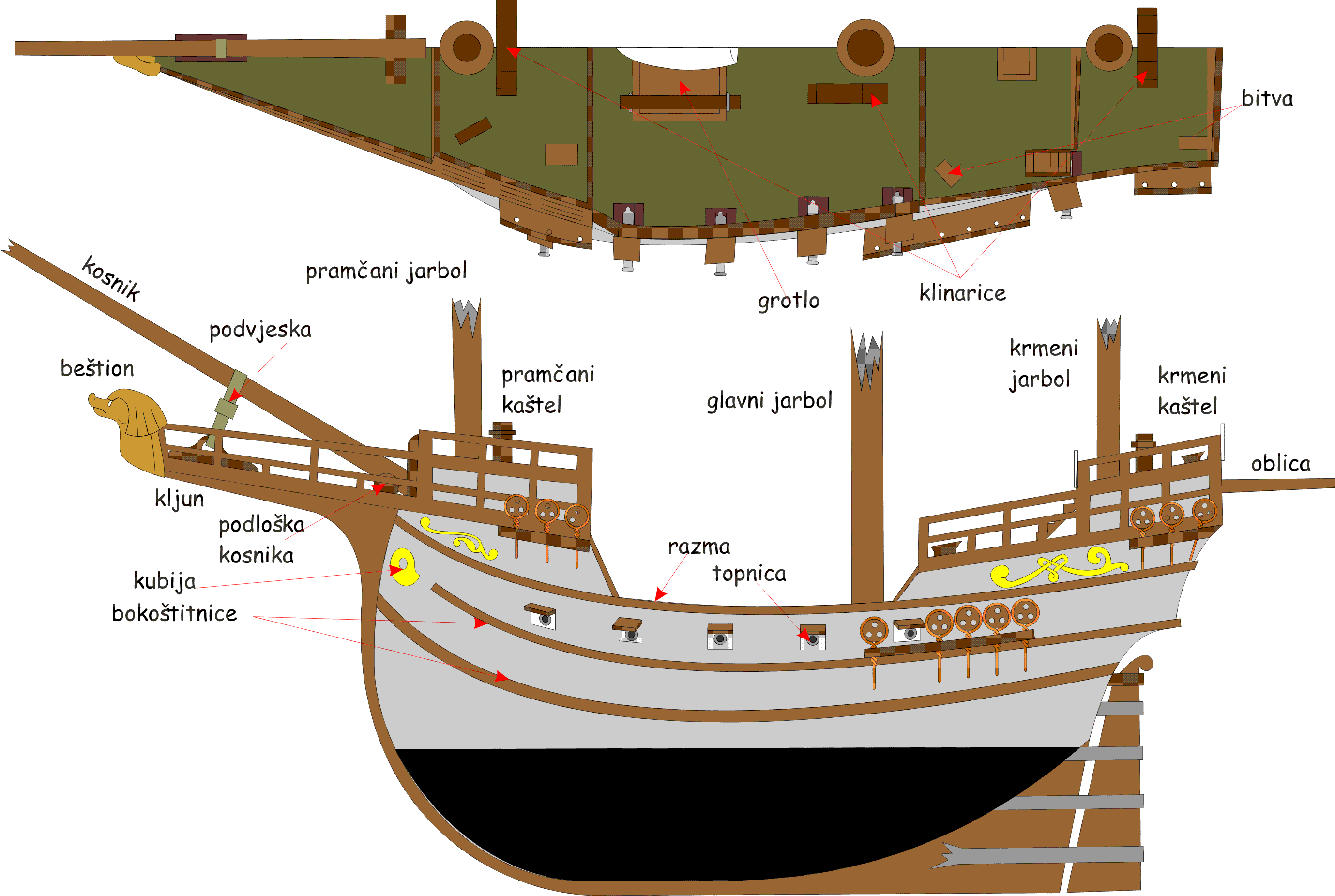
Устройство

Классическая дубровницкая карака имеет три мачты, средняя из которых ― самая высокая. Судно имеет два паруса: один на носу, другой на корме. Паруса обычно поднимаются с помощью ручной лебёдки. Корма у караки очень высокая, что характерно для судов, рассчитанных на длительные путешествия. Караку усовершенствовали в конце XVI века, чтобы она могла перевозить до 900 тонн груза.

## Название
В английском языке дубровницкая карака имеет название «argosy». Это слово произошло от Ragus (Рагуза) ― исторического имени города Дубровника. В произведениях Уильяма Шекспира «Венецианский купец» и «Укрощение строптивой» упоминается слово «argosy».

## В нумизматике и филателии
- В 2009 году Хорватским национальным банком была отчеканена серебряная монета с изображением дубровницкой караки[5].
- В 2013 году Почтой Хорватии была выпущена почтовая марка с изображением дубровницкой караки[6].